# Fox News Channel
Fox News Channel és un canal de notícies nord-americà, emetent per cable i satèl·lit que va començar a emetre en 1996 en competència amb Cable News Network, fundada per Ted Turner l'any 1980 i es va convertir en el model dels canals d'informació, i MSNBC en 1995. El propietari del canal és la Fox Corporation. El canal està disponible en 85 milions de llars als Estats Units i són molts més des de l'estranger, emetent principalment des dels estudis de la ciutat de Nova York. El canal s'identifica principalment amb la dreta i el Partit Republicà. Va donar mostres de suport a la guerra d'Iraq.
Un blog anomenat Media Matters compilà 70 moments on Fox News i els seus convidats han sigut sexistes.